# تخیل تیره‌وتار (ترانه)
«تخیل تیره‌وتار» ترانه‌ای از هنرمند اهل ایالات متحده آمریکا کانیه وست است.